# Sistema financeiro do Brasil
O Sistema Financeiro Nacional do Brasil é formado por um conjunto de instituições, financeiras ou não, voltadas para a gestão da política monetária do governo federal. O Banco Central do Brasil propõe uma subdivisão do Sistema Financeiro Nacional em 3 níveis, órgãos normativos, entidades supervisoras e operadores financeiros.

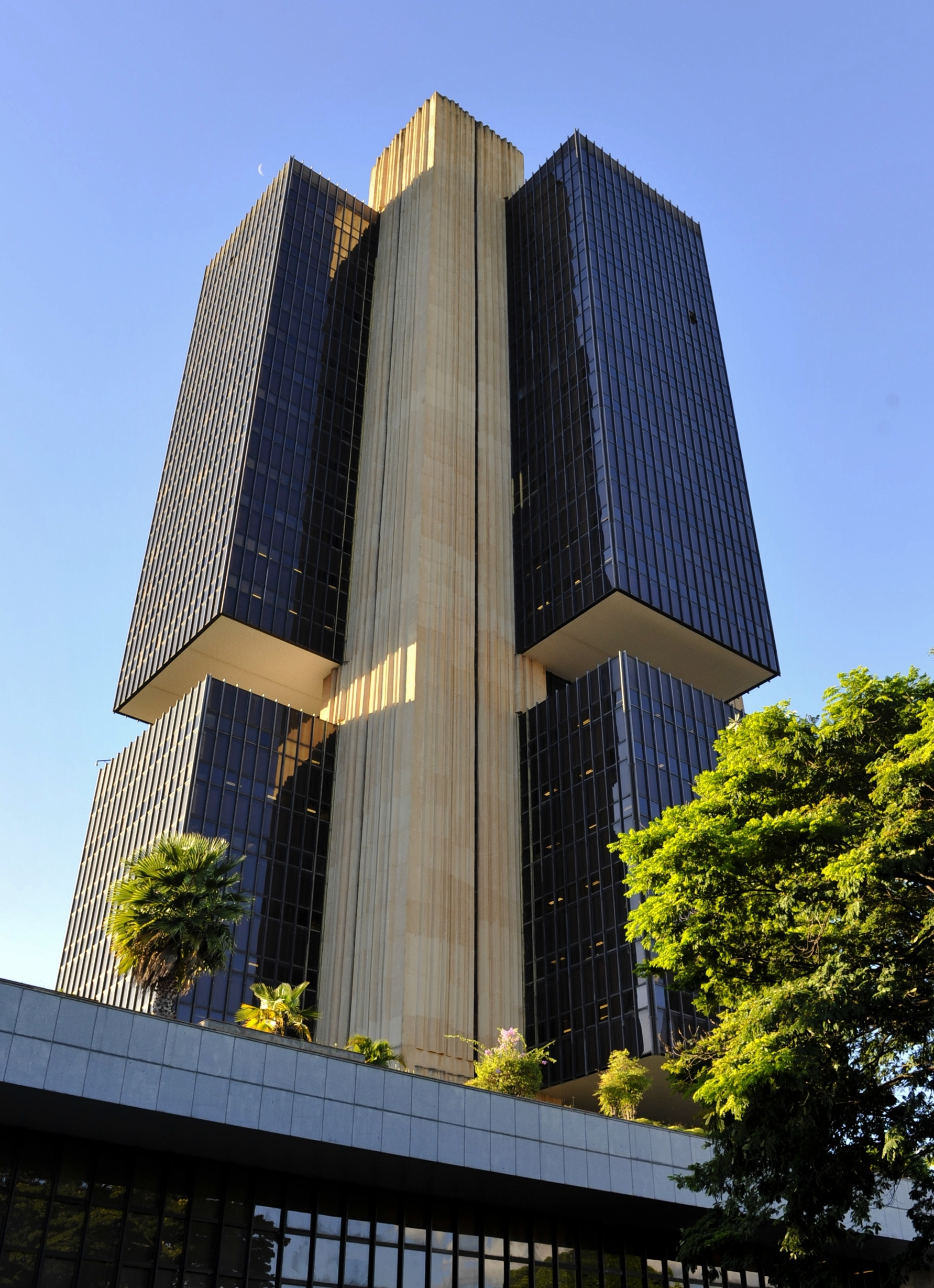
Edifício-sede do Banco Central, em Brasília

De acordo com o art. 192 da Constituição Federal: "O sistema financeiro nacional, estruturado de forma a promover o desenvolvimento equilibrado do País e a servir aos interesses da coletividade, em todas as partes que o compõem, abrangendo as cooperativas de crédito, será regulado por leis complementares que disporão, inclusive, sobre a participação do capital estrangeiro nas instituições que o integram."

## Origem e evolução
A formação do sistema financeiro teve seu início com a vinda da Família Real portuguesa, em 1808, quando foi criado o Banco do Brasil. Com o tempo novas instituições foram surgindo, como a Inspetoria Geral dos Bancos (1920), a Câmara de Compensação do Rio de Janeiro (1921) e de São Paulo (1932), dentre outros bancos privados e as caixas econômicas fortalecendo o Sistema.

### Pós-Segunda Guerra Mundial
Após a Segunda Guerra Mundial, nascem novas instituições financeiras mundiais, como o FMI e o Banco Mundial. Em 1945 é criado no Brasil a Superintendência da Moeda e do Crédito (SUMOC), que futuramente em 1964, pela lei 4.595, daria lugar ao Banco Central do Brasil.
Nas décadas de 50 e 60, com a criação do BNDES, do Sistema Financeiro da Habitação, do Banco Nacional da Habitação e do Conselho Monetário Nacional, o país passa por um novo ciclo econômico e o Sistema Financeiro Nacional passa a ser regulamentado através do CMN (Conselho Monetário Nacional) e do Banco Central (BC, BaCen ou BCB), que tornam-se os principais órgãos do sistema.
O surgimento de bancos de investimento e a facilitação dada pelo CMN às empresas para obtenção de recursos exteriores possibilitou um aumento no fluxo de capitais no país. Em 7-12-1976, é criada a Comissão de Valores Mobiliários (CVM), que facilita a obtenção de recursos pelas empresas, e o Sistema Especial de Liquidação e Custódia (SELIC), criado em 1979, passou a realizar a custódia e liquidação com títulos públicos como as Letras do Tesouro Nacional e as Obrigações Reajustáveis do Tesouro Nacional.

### Era da estabilidade
A Constituição de 1988, que busca estruturar o Sistema Financeiro Nacional de forma a promover o desenvolvimento e equilíbrio do país e a servir aos interesses da coletividade, e a estabilidade econômica, dão nova cara ao Sistema Financeiro Nacional. Mercados, como o de previdência privada, passam a ganhar musculatura e exigir maior atenção.
Em 1996, no governo FHC é criado o Comitê de Política Monetária (Copom), ligado ao BCB, que estabelece as diretrizes da política monetária, como a Taxa SELIC.

## Estrutura organizacional
| Órgãos Normativos                                    | Entidades Supervisoras                                         | Operadores                                                                                                   | Operadores                                                                                                   |
| Conselho Monetário Nacional (CMN)                    | Banco Central do Brasil (BACEN)                                | Instituições financeiras captadoras de depósito a vistaDemais instituições financeiras                       | Outros intermediários financeiros e administradores de recursos de terceiros                                 |
| Conselho Monetário Nacional (CMN)                    | Comissão de Valores Mobiliários (CVM)                          | B3Bolsas de Valores                                                                                          | Outros intermediários financeiros e administradores de recursos de terceiros                                 |
| Conselho Nacional de Seguros Privados (CNSP)         | Superintendência de Seguros Privados (SUSEP)                   | ResseguradoresSociedades SeguradorasSociedades de CapitalizaçãoEntidades Abertas de Previdência Complementar | ResseguradoresSociedades SeguradorasSociedades de CapitalizaçãoEntidades Abertas de Previdência Complementar |
| Conselho Nacional de Previdência Complementar (CNPC) | Superintendência Nacional de Previdência Complementar (PREVIC) | Entidades fechadas de previdência complementar (fundos de pensão)                                            | Entidades fechadas de previdência complementar (fundos de pensão)                                            |

### Composição do sistema financeiro brasileiro
Conselho Monetário Nacional (CMN)
- Conselho de Recursos do Sistema Financeiro Nacional (CRSFN)
  - Banco Central do Brasil (BCB ou BaCen)
    - Agências de fomento
    - Associações de poupança e empréstimo (APEs)
    - Bancos comerciais
    - Bancos cooperativos
    - Bancos de desenvolvimento
    - Bancos de investimento
    - Bancos múltiplos
    - Caixa Econômica Federal (CEF)
    - Cooperativas de crédito
    - Sociedades de arrendamento mercantil (leasing)
    - Sociedades de corretoras de câmbio
    - Sociedade de crédito direto (SCD)
    - Sociedades de crédito, financiamento e investimento (CFIs)
    - Sociedades de crédito imobiliário
    - Sociedade de empréstimo entre pessoas (SEP)

  - Comissão de Valores Mobiliários (CVM)
    - B3
    - Corretoras de títulos
    - Corretoras de valores mobiliários
    - Distribuidoras de títulos
    - Distribuidoras de valores mobiliários

Conselho Nacional de Seguros Privados (CNSP)
- Conselho de Recursos do Sistema Nacional de Seguros Privados, de Previdência Privada Aberta e de Capitalização (CRSNSP)
  - Superintendência de Seguros Privados (Susep)
    - Sociedades seguradoras
    - Sociedades capitalizadoras
    - Entidades abertas de previdências complementar
    - Sociedades resseguradoras

Conselho Nacional de Previdência Complementar (CNPC)
- Câmara de Recursos da Previdência Complementar (CRPC)
  - Superintendência Nacional de Previdência Complementar (Previc)
    - Entidades fechadas de previdência complementar (também conhecidas como fundos de pensão)

## Sistema de pagamentos brasileiro
Sistema de Pagamentos Brasileiro (SPB) é gerido pelo Banco Central do Brasil (BCB) e composto das entidades, os sistemas e os procedimentos relacionados com o processamento e a liquidação de operações de transferência de fundos, de operações com moeda estrangeira ou com ativos financeiros e valores mobiliários, chamados, coletivamente, de entidades operadoras de Infraestruturas do Mercado Financeiro (IMF). Além das IMF, os arranjos e as instituições de pagamento também integram o SPB.
O principal componente do SPB é o Sistema de Transferência de Reservas (STR).
O BCB atribui dois identificadores às instituições financeiras integrantes do STR: o "Identificador do Sistema de Pagamentos Brasileiro" (ISPB) e o "Número-Código", que substitui o antigo "código COMPE" da Centralizadora da Compensação de Cheques (p.ex, 001 para Banco do Brasil).
Sua função básica é permitir a transferência de recursos financeiros, o processamento e liquidação de pagamentos para pessoas físicas, jurídicas e entre  governamentais.[carece de fontes?]